# Frau Annas Pilgerfahrt
Frau Annas Pilgerfahrt ist ein deutsches Stummfilmlustspiel aus dem Jahre 1915 von Carl Wilhelm mit Anna Müller-Lincke in der Titelrolle und Albert Paulig in der männlichen Hauptrolle. 

## Handlung
Die Lindenwirtin Frau Anna und ihr Mann Pepi, ein gebürtiger Wiener und einst Oberkellner in ihrer Gaststube, sind ein Herz und eine Seele, die schließlich sogar geheiratet haben. Als einen Tag darauf, im August 1914, der Krieg beginnt, wird Pepi zu den Waffen nach Wien zurückgerufen; er soll hier als Landsturmmann seinem Vaterland dienen. Für beide Wirtsleute ist die Trennung nur schwer erträglich, und als eines Tages Pepis Briefe an Anna ausbleiben, schließt die dralle Frau Anna, eine waschechte Berlinerin mit Herz und Schnauze, ihr Weinlokal und macht sich auf den Weg nach Wien, um nach ihrem Pepi zu sehen. 
Auf dem Weg dorthin, für Anna quasi eine Art Pilgerfahrt, geschehen so manch komische Sachen, die die Eigenarten Berliner Witzes und Wiener Humors herausstellen. Wie kann Frau Anna ahnen, dass zum selben Zeitpunkt auch Pepis Sehnsucht nach seiner Frau diesen zur Abreise und Rückkehr in die deutsche Hauptstadt bewegt? „Aus diesem Sachverhalt entwickelt sich eine Reihe der heitersten Szenen“, wie die Linzer Tages-Post vermerkte.

## Produktionsnotizen
Frau Annas Pilgerfahrt sollte auf humoristische Weise den Zusammenhalt der beiden Weltkriegs-Bündnispartner Deutschland und Österreich-Ungarn fördern. Der Film entstand Ende 1914 im Eiko-Film-Atelier in Berlin-Marienfelde und mit Außenaufnahmen in Wien, passierte die Filmzensur im Januar 1915 und wurde kurz darauf uraufgeführt. Der für die Jugend freigegebene Dreiakter besaß eine Länge von etwa 960 Meter. In Wien lief der Streifen am 16. April 1915 an.

## Kritiken
Die Kinematographische Rundschau verortete in diesem Lustspiel vor allem „äußerst originelle und lustige Milieuschilderungen aus dem Wiener Leben.“
Die Linzer Tages-Post nannte den Film einen „der besten Lustspielschlager, die je vorgeführt wurden.“